# Adam
Adam je moško osebno ime.

## Izvor in pomen imena
Svetopisemsko ime Adam izhaja prek latinskega Adam in grškega Αδαμ (Adam) iz hebrejskega imena Adám. Po Genezi se povezuje s hebrejsko besedo adamáh v pomenu 'tla, zemlja', dalje z akadskim adámu v pomenu 'delati, proizvajati', tudi 'roditi'. Pomeni človek v splošnem pomenu , izjemoma tudi 'moški' kot vir. Ime Adam razlagajo še kot 'zemljan'.

## Različice imena
Adamo, Adem

## Tujejezikovne različice imena
- pri Angležih, Čehih, Nemcih: Adam
- pri Bolgarih, Rusih, Ukrajincih: Адам
- pri Bosancih: Adem
- pri Italijanih: Adamo
- pri Sicilijancih: Addamu
- pri Špancih: Adán

## Pogostost imena
Po podatkih Statističnega urada Republike Slovenije je bilo na dan 31. decembra 2007 v Sloveniji število moških/ženskih oseb z imenom Adam: 367.

## Osebni praznik
V koledarju sta imeni Adam in Eva zapisani 24. decembra.

## Priimki nastali iz imena
Iz imena Adam so nastali tudi naslednji priimki: Adam, Adamič, Adamčič, Adamlje, Adamivič, Adamus, Adamic, Adamec, Adamle, Adamak, Adami

## Znani nosilci imena
- Adam (Biblija), svetopisemska oseba
- Adam Bohorič, slovenski protestant, slovničar in šolnik
- McAdam, škotski inženir, po katerem je nastal izraz za cestno površino makadam

## Zanimivosti
V zvezi s svetopisemskim Adamom je nastalo precej izrazov in frazeologemov:
- Izraz biti v Adamovi obleki, kostímu pomeni »biti gol, nag«.
- Frazeologem tudi on je Adamov sin pomeni »navaden človek z vsemi slabostmi«.
- Izraz adámit pomeni »nudist«.
- Izraz adamíti pa je »posmehljivo ime za razne verske ločine, ki zagovarjajo skupno lastnino in vrnitev k naravi«.